# Kurt Armbruster
Kurt Armbruster (Zürich, 1934. szeptember 16. – 2019. március 14.) svájci labdarúgóhátvéd.
A svájci válogatott tagjaként részt vett az 1966-os labdarúgó-világbajnokságon.